# Parexarnis vestilina
Parexarnis vestilina är en fjärilsart som beskrevs av George Francis Hampson 1903. Parexarnis vestilina ingår i släktet Parexarnis och familjen nattflyn. Inga underarter finns listade i Catalogue of Life.